# Noriaki Kubo
Noriaki Kubo, Tite Kubo, född 26 juni 1977 i Fuchū-chō, Hiroshima prefektur, är en japansk serieskapare. Han har bland annat tecknat Zombie Powder och Bleach.
Han är son till en stadsnämndeman i Fuchū-chō, Hiroshima, där han gick ut från det lokala gymnasiet. I en intervju har han sagt att han var med i en tidnings mangatävling, och att trots att han inte vann, tyckte en av tidningens redaktörer att han hade talang. De arbetade senare tillsammans i några kortare projekt. Inte långt därefter kom hans första manga Ultra Unholy Hearted Machine, som 1996 blev publicerad i förlaget Shueishas Shonen Jump Special. Den följdes upp av 2 korta mangor till, och 1999 började hans första serie Zombie powder i Shūkan Shōnen Jump. Serien samlades fram till 2000 i fyra samlingsböcker.
Hans nästa serie, Bleach, handlar om en gymnasieelev som blir "dödsängel" (japanska: shinigami) och slåss mot onda spöken. Den började ges ut av samma tidning 2001. Till och med 22 februari 2008 hade Bleach nått 310 kapitel, och en animeversion började sändas i Japan 2004. Mangan blev 2005 vinnare av Shogakukan Manga Award i sin kategori. En Bleach-film släpptes i Japan i december 2006, följd av en andra film i december 2007. Filmerna heter Memories of Nobody och The Diamond Dust Rebellion.